# Cantó de Pontorson
El cantó de Pontorson és un cantó francès del departament de la Manche, situat al districte d'Avranches. Té 10 municipis i el cap es Pontorson.

## Municipis
- Aucey-la-Plaine
- Beauvoir
- Huisnes-sur-Mer
- Macey
- Le Mont-Saint-Michel
- Pontorson
- Sacey
- Servon
- Tanis
- Vessey

## Història
| Data d'elecció                           | Identitat         | Partit        | Qualitat |
| ---------------------------------------- | ----------------- | ------------- | -------- |
| 1928-1967                                | Yves Tizon        | Independent   |          |
| 1967-1979                                | Maurice Desfeux   | Divers droite |          |
| 1979-1985                                | René Vaillant     | PS            |          |
| 1985-1992                                | Michel Judas      | Divers droite |          |
| 1992-1998                                | Éric Vannier      | Divers droite |          |
| 1998-2011                                | Patrick Larivière | Divers gauche |          |
| 2011-                                    | Jacques Gromellon | UMP           |          |
| les dades anteriors no són pas conegudes |                   |               |          |
|                                          |                   |               |          |

## Demografia
| A partir de 1990: Població sense dobles comptes |